# Associazione Calcio Monopoli 2008-2009
Questa pagina raccoglie le informazioni riguardanti l'Associazione Calcio Monopoli nelle competizioni ufficiali della stagione 2008-2009.

## Rosa
| N. |                   | Ruolo | Calciatore         |
| -- | ----------------- | ----- | ------------------ |
|    | Italia (bandiera) | A     | Giuseppe Amodio    |
|    | Italia (bandiera) | A     | Pietro Balistreri  |
|    | Italia (bandiera) | C     | Alberto Bonfardino |
|    | Italia (bandiera) | A     | Paolo Carbonaro    |
|    | Italia (bandiera) | A     | Fabio Ceccarelli   |
|    | Italia (bandiera) | D     | Francesco Colella  |
|    | Italia (bandiera) | C     | Giovanni Colella   |
|    | Italia (bandiera) | P     | Salvatore D'Urso   |
|    | Italia (bandiera) | D     | Raffaele Gambuzza  |
|    | Italia (bandiera) | C     | Leonardo Gatto     |
|    | Italia (bandiera) | A     | Giuseppe Lacarra   |
|    | Italia (bandiera) | C     | Nicola Lanzolla    |
|    | Italia (bandiera) | C     | Bartolo Lorusso    |

| N. |                        | Ruolo | Calciatore         |
| -- | ---------------------- | ----- | ------------------ |
|    | Italia (bandiera)      | D     | Gianluca Loseto    |
|    | Italia (bandiera)      | D     | Riccardo Mele      |
|    | Italia (bandiera)      | C     | Luca Minopoli      |
|    | Italia (bandiera)      | P     | Luigi Moschetto    |
|    | Italia (bandiera)      | D     | Giuseppe Pugliese  |
|    | Italia (bandiera)      | D     | Giorgio Santarelli |
|    | Italia (bandiera)      | P     | Giuseppe Serao     |
|    | Italia (bandiera)      | A     | Leonardo Serri     |
|    | Ungheria (bandiera)    | C     | Lóránd Szatmári    |
|    | Inghilterra (bandiera) | C     | Kris Thackeray     |
|    | Portogallo (bandiera)  | D     | Luis Tinoco        |
|    | Italia (bandiera)      | D     | Alessandro Turone  |
|    | Italia (bandiera)      | A     | Fabio Maurelli     |